# Brotklee
Brotklee ist eine Bezeichnung für eine Gruppe von Kräutern, die in pulverisierter oder getrockneter Form in Brotteig gemischt werden können. Sie erzeugen allgemein einen rustikalen Geschmack.
Die Verwendung von Kleegewächsen als Zusatz für Brotgebäcke entspricht in vielen Kulturen einer langen Tradition und stammt aus Zeiten, in denen gebackenes Brot, bzw. der Teig nicht nur aus Getreide, sondern auch aus Beimischungen geeigneter Substanzen bestand (gemahlene Ähren, Kräuter, Grasbestandteile, teilweise auch Sägemehl und Holzbestandteile). Kleegewächse eigneten sich besonders gut als Zusätze, da sie eiweißreich sind und einen intensiven Geschmack haben.
Die Gruppe des Brotklees kann nur ungenau eingegrenzt werden. Als Zusätze zum Brot können grundsätzlich verschiedene kleeartige Kräuter verwendet werden, die je nach Zusammensetzung, Erntezeitpunkt und Qualität unterschiedliche Geschmacksvarianten im Brot ergeben. Die Kräuter gehören botanisch gesehen nicht immer zur Gattung Klee (Trifolium). Als Gewürz dienen heute vor allem verschiedene Verarbeitungsstufen des Bockshornklees (Trigonella foenum-graecum) und des Schabzigerklees (Trigonella caerulea). Ursprünglich aus Persien stammend, ist diese Art heute in der arabischen Küche weit verbreitet. Sie ist zudem Bestandteil zahlreicher Gewürzmischungen, wie zum Beispiel dem Curry.  In Südtirol verwendet man Schabzigerklee unter dem Namen Zigainerkraut als typisches Brotgewürz für das Vinschgauer Fladenbrot, Schüttelbrot und für Roggenbrote.
Viele Kleesorten sind oftmals sehr geschmacksintensiv. Während frische Blätter bedenkenlos beigemengt werden können, reicht meist der Zusatz einer Messerspitze von getrockneten und gemahlenen (pulverisierten) Kleeblättern aus, um das fertige Brot nachhaltig zu aromatisieren. 
Manche der heute in Deutschland industriell hergestellten Brotsorten enthalten Beimengungen von Brotkleen in unterschiedlichen Zusammensetzungen (Landbrot, Bauernbrot, rustikales Brot usw.). Die Konzentration ist jedoch meist sehr gering, vermutlich, um die vorherrschenden Geschmackspräferenzen der Bevölkerung treffen zu können. Großzügigere Verwendung von Brotklee findet man heute zum Beispiel in der Fastfood-Küche arabisch- und türkischstämmiger Einwanderer in den Niederlanden und Frankreich. Das Dönerbrötchen gewinnt dort vor allem durch Bockshornklee deutlich an markanter Geschmacksintensität.